# Gary Donnelly
Gary Donnelly, né le 3 juin 1962 à Phoenix, est un ancien joueur de tennis professionnel américain.
Il a été finaliste en double au tournoi de Wimbledon 1986.

## Carrière
Finaliste en double à Wimbledon en 1986.
Quart de finale à Stockholm et Cologne en 1986.
Huitième de finale à l'US Open en 1986.
Il a rencontré trois joueurs du top 10 :
- Boris Becker no 3, défaite 4-6, 3-6, 7-6, 4-6
- Mats Wilander no 4, défaite 5-7, 0-6
- Anders Järryd no 9, défaite 2-6, 6-3, 3-6

Deux titres en Challenger :
- Vienna 1986 contre Karel Nováček (6-2, 7-6)
- Spring 1985 contre Lloyd Bourne (5-7, 6-4, 7-6)

Le joueur le mieux classé qu'il ait battu est Anders Järryd no 16 (6-3, 5-7, 6-1, 6-3) à l'Us Open 1986.

## Palmarès

### Titres en double messieurs
| No | Date       | Nom et lieu du tournoi                          | Catégorie  | Dotation  | Surface         | Partenaire     | Finalistes                      | Score         |  |
| -- | ---------- | ----------------------------------------------- | ---------- | --------- | --------------- | -------------- | ------------------------------- | ------------- |  |
| 1  | 24-09-1984 | Seiko Super Tennis Honolulu                     | Grand Prix | 100 000 $ | Dur (ext.)      | Butch Walts    | Mark Dickson Mike Leach         | 7-6, 6-4      |  |
| 2  | 18-11-1985 | Fischer Grand Prix Vienne                       |            | 100 000 $ | Dur (int.)      | Mike De Palmer | Sergio Casal Emilio Sánchez     | 6-4, 6-3      |  |
| 3  | 07-04-1986 | Tournoi de tennis de Bari Bari                  |            | 85 000 $  | Terre (ext.)    | Tomáš Šmíd     | Sergio Casal Emilio Sánchez     | 2-6, 6-4, 6-4 |  |
| 4  | 20-10-1986 | Seiko Super Tennis Tokyo                        |            | 300 000 $ | Moquette (int.) | Mike De Palmer | Andrés Gómez Ivan Lendl         | 6-3, 7-5      |  |
| 5  | 27-10-1986 | Tournoi de tennis de Hong Kong Hong Kong        |            | 200 000 $ | Dur (ext.)      | Mike De Palmer | Pat Cash Mark Kratzmann         | 7-6, 6-7, 7-5 |  |
| 6  | 13-07-1987 | Volvo Tennis-New Jersey championship Livingston |            | 89 400 $  | Dur (ext.)      | Greg Holmes    | Ken Flach Robert Seguso         | 7-6, 6-3      |  |
| 7  | 20-07-1987 | OTB Open Schenectady                            |            | 89 400 $  | Dur (ext.)      | Gary Muller    | Brad Pearce Jim Pugh            | 7-6, 6-2      |  |
| 8  | 27-07-1987 | Sovran Bank Classic Washington                  |            | 232 000 $ | Dur (ext.)      | Peter Fleming  | Laurie Warder Blaine Willenborg | 6-2, 7-6      |  |

### Finales en double messieurs
| No | Date       | Nom et lieu du tournoi                        | Catégorie           | Dotation  | Surface         | Vainqueurs                         | Partenaire       | Score          |          |
| -- | ---------- | --------------------------------------------- | ------------------- | --------- | --------------- | ---------------------------------- | ---------------- | -------------- | -------- |
| 1  | 16-07-1984 | Tournoi de tennis US Pro Boston               |                     | 200 000 $ | Terre (ext.)    | Ken Flach Robert Seguso            | Ernie Fernandez  | 6-4, 6-4       |          |
| 2  | 04-11-1985 | Stockholm Open Stockholm                      | Championship Series | 300 000 $ | Dur (int.)      | Guy Forget Andrés Gómez            | Mike De Palmer   | 6-3, 6-4       |          |
| 3  | 14-04-1986 | International Open Championships of Nice Nice | GP World Series     | 85 000 $  | Terre (ext.)    | Jakob Hlasek Pavel Složil          | Colin Dowdeswell | 6-3, 4-6, 11-9 |          |
| 4  | 19-05-1986 | Tournoi de tennis de Florence Florence        |                     | 85 000 $  | Terre (ext.)    | Sergio Casal Emilio Sánchez        | Mike De Palmer   | 6-4, 7-6       |          |
| 5  | 23-06-1986 | The Championships Wimbledon                   | G. Chelem           | NC $      | Gazon (ext.)    | Joakim Nyström Mats Wilander       | Peter Fleming    | 7-64, 6-3, 6-3 | Parcours |
| 6  | 22-09-1986 | Transamerica Open San Francisco               |                     | 220 000 $ | Moquette (int.) | Peter Fleming John McEnroe         | Mike De Palmer   | 6-4, 7-6       |          |
| 7  | 30-03-1987 | Volvo/Chicago Open Chicago                    | Grand Prix          | 250 000 $ | Moquette (int.) | Paul Annacone Christo van Rensburg | Mike De Palmer   | 6-3, 7-6       |          |
| 8  | 04-05-1987 | WCT Tournament of Champions New York          |                     | 500 000 $ | Terre (ext.)    | Guy Forget Yannick Noah            | Peter Fleming    | 4-6, 6-4, 6-1  |          |
| 9  | 18-04-1988 | Seoul Open Séoul                              |                     | 93 400 $  | Dur (ext.)      | Andrew Castle Roberto Saad         | Jim Grabb        | 6-7, 6-4, 7-6  |          |
| 10 | 19-06-1989 | Tournoi de tennis de Bristol Bristol          |                     | 100 000 $ | Gazon (ext.)    | Paul Chamberlin Tim Wilkison       | Mike De Palmer   | 7-6, 6-4       |          |

## Parcours dans les tournois duGrand Chelem

### En simple
| Année | Open d'Australie | Open d'Australie | Internationaux de France | Internationaux de France | Wimbledon       | Wimbledon | US Open        | US Open     |
| ----- | ---------------- | ---------------- | ------------------------ | ------------------------ | --------------- | --------- | -------------- | ----------- |
| 1986  | —                | —                | —                        | —                        | —               | —         | 1/8 de finale  | Bo. Becker  |
| 1987  | 1er tour (1/64)  | R. Simpson       | 1er tour (1/64)          | A. Chesnokov             | 1er tour (1/64) | C. Bailey | 2e tour (1/32) | J. Svensson |

N.B. : à droite du résultat se trouve le nom de l'ultime adversaire.

### En double
| Année | Open d'Australie          | Open d'Australie    | Internationaux de France     | Internationaux de France | Wimbledon                   | Wimbledon              | US Open                      | US Open                 | Open d'Australie | Open d'Australie |
| ----- | ------------------------- | ------------------- | ---------------------------- | ------------------------ | --------------------------- | ---------------------- | ---------------------------- | ----------------------- | ---------------- | ---------------- |
| 1983  | n.o.                      | n.o.                | —                            | —                        | —                           | —                      | 1/4 de finale M. Gandolfo    | P. Fleming J. McEnroe   | —                | —                |
| 1984  | n.o.                      | n.o.                | —                            | —                        | 1er tour (1/32) C. Wittus   | K. Curren S. Denton    | 1/8 de finale B. Walts       | M. Edmondson S. Stewart | —                | —                |
| 1985  | n.o.                      | n.o.                | 1/8 de finale M. De Palmer   | M. Edmondson K. Warwick  | 1er tour (1/32) B. Teacher  | C. Cox A. Kohlberg     | 1/2 finale M. De Palmer      | K. Flach R. Seguso      | —                | —                |
| 1986  | n.o.                      | n.o.                | 2e tour (1/16) M. De Palmer  | J. Lozano T. Witsken     | Finale P. Fleming           | J. Nyström M. Wilander | 1/4 de finale M. De Palmer   | A. Gómez S. Živojinović | n.o.             | n.o.             |
| 1987  | 1/8 de finale P. Cash     | G. Muller T. Nelson | 1/2 finale P. Fleming        | G. Forget Y. Noah        | 2e tour (1/16) P. Fleming   | L. Bourne J. Klaparda  | 1er tour (1/32) P. Fleming   | C. Cox C. Mezzadri      | n.o.             | n.o.             |
| 1988  | —                         | —                   | 1er tour (1/32) M. De Palmer | J. Fitzgerald A. Järryd  | 1/8 de finale M. De Palmer  | G. Forget T. Šmíd      | 2e tour (1/16) M. De Palmer  | E. Korita J. Levine     | n.o.             | n.o.             |
| 1989  | 2e tour (1/16) P. Sampras | R. Leach J. Pugh    | 2e tour (1/16) M. De Palmer  | M. Mortensen T. Nijssen  | 2e tour (1/16) M. De Palmer | J. Hlasek J. McEnroe   | 1er tour (1/32) M. De Palmer | R. Leach J. Pugh        | n.o.             | n.o.             |

N.B. : le nom du ou de la partenaire se trouve sous le résultat ; le nom des ultimes adversaires se trouve à droite.